# آرتی‌آر
آرتی‌آر (انگلیسی: Radio-Television Romansh Swirzerland or Swiss Romansh Radio-Television) شرکت رسانه‌ای سوئیسی است، که در سال ۱۹۲۵ تأسیس شد.